# Пшебечани
Пшебечани (пол. Przebieczany) — село в Польщі, у гміні Біскупиці Велицького повіту Малопольського воєводства.
Населення — 1140 осіб (2011).

## Демографія
Демографічна структура станом на 31 березня 2011 року:
|          | Загалом | Допрацездатний вік | Працездатний вік | Постпрацездатний вік |
| -------- | ------- | ------------------ | ---------------- | -------------------- |
| Чоловіки | 546     | 137                | 355              | 54                   |
| Жінки    | 594     | 128                | 359              | 107                  |
| Разом    | 1140    | 265                | 714              | 161                  |